# Dairi Ike
Dairi Ike (Transkription von japanisch 大理池 ‚Marmorsee‘) ist ein kleiner See an der Prinz-Harald-Küste des ostantarktischen Königin-Maud-Lands. Er liegt im Zentrum der Skallevikhalsen am südöstlichen Ufer der Lützow-Holm-Bucht.
Vermessungen und Luftaufnahmen nahmen Teilnehmer einer von 1957 bis 1959 durchgeführten japanischen Antarktisexpedition vor. Japanische Wissenschaftler benannten ihn 1972 nach einem markanten Saum aus Marmor.